# Cerosora argentea
Cerosora argentea är en kantbräkenväxtart som först beskrevs av Carl Ludwig Willdenow, och fick sitt nu gällande namn av Hennequin och H.Schneid. Cerosora argentea ingår i släktet Cerosora och familjen Pteridaceae. Utöver nominatformen finns också underarten C. a. aurea.